# Bitva u Plzně (1478)
Bitva u Plzně byla válečným střetem mezi českým vojskem krále Vladislava II. Jagellonského pod velením Buriana II. z Gutštejna a jednotkami uherských a plzeňských vojáků loajálních Matyáši Korvínovi během politických a náboženských sporů v českých zemích v rámci pozdní fáze česko-uherských válek. Odehrála se 28. února 1478 nedaleko jagellonskými vojsky obležené Plzně, patrně jižně od něj, a znamenala porážku pro Gutštejnovo vojsko, které bylo následně nuceno obléhání města zanechat. Nedlouho poté započaly mezi oběma monarchy mírové rozhovory, které vedly ke vzniku tzv. Olomoucké smlouvy. 

## Pozadí
Po vyhlášení papežské klatby[nepřesný odkaz] roku 1466 vtrhl o rok později do českých zemí uherský král Matyáš Korvín, který se rozhodl zmocnit se povětšinou kališnických českých zemí na úkor většinou české šlechty podorovaného Jiřího z Poděbrad, čimž odstartoval proces tzv. česko-uherských válek. I po slibu od svých ambicí upustit po taktické porážce při obklíčení českým vojskem u Vilémova, se však posléze nechal v Olomouci korunovat českým králem a pak v podstatě svrchovaně vládl Moravě a dalším regionům a městům, které uznaly jeho svrchovanost. Pod kontrolou katolických přívrženců krále byla pak od roku 1468 také Plzeň.
Po úmrtí Jiřího z Poděbrad a zvolení Vladislava Jagellonského českým zemským sněmem králem v roce 1471 vypukla mezi ním a Korvínem ihned válka, která se vedla převážně na Moravě a ve Slezsku. V Čechách kromě toho panoval neklid způsobený neustálými konflikty kališníků a katolíků, hranice křesťanských zemí navíc ohrožovala válka s Turky. Boje se však vedly dál, roku 1474 sice bylo uzavřeno příměří, to však bylo vzápětí porušeno. Válka se tak protáhla až do roku 1478. Navzdory Matyášově politické a vojenské převaze se mu však mladého Jagellonce, např. po porážce u Kutné Hory roku 1477, vytlačit z Čech nepodařilo a zápas zůstával nerozhodný. 

## Průběh bitvy
Roku 1477 se vydalo na Vladislavův příkaz směrem ke katolické Plzni vojsko vedené Burianem II. z Gutštejna, majitele několika západočeských panství a úřadujícího mistra královské komory, o síle 4 až 5 tisíc vojáků. Cílem bylo obležení a dobytí jednoho z největších měst království ležící na důležité obchodní stezce do Bavorska a také obava, že by zdejší uhersko-plzeňská posádka mohla vojensky podpořit šlechtice Racka z Kocova, který se bránil Vladislavovým vojskům v obležených Horažďovicích. Tyto síly také mj. vyplenily hrad Věžka. Vojsko k Plzni dorazilo koncem roku 1477 a zahájilo obléhací operace, zejména pak při východní části hradeb města, odkud vojsko přitáhlo, což dokládají záznamy o zde stojícím františkánském klášteře nedaleko někdejší tzv. Pražské brány.    
Z tábora obléhatelů u Chotěšova pak 28. února vyrazila jednotka asi 400 ozbrojenců na tzv. pícování, tedy sběr píce pro válečné jezdectvo. Nedaleko Plzně se pak tento oddíl nechal vlákat do léčky připravené uherským hejtmanem velícím městu, při které byli všichni její příslušníci pobiti či zajati. Útočný výpad Buriana z Gutštejna pak skončil fiaskem a porážkou v poli. Jagellonské vojsko při bitvě zaznamenalo asi 400 mrtvých a asi 800 zajatých. Ztráty hájitelů Plzně nejsou známy. I vzhledem k blížícím se mírovým jednáním pak Gutštejnovo vojsko obléhání města zanechalo a přesunulo se.   

## Hodnocení bitvy
Střet u Plzně byl poslední větší bojovou konfrontací před podpisem tzv. Olomoucké smlouvy, která měla vztah mezi oběma panovníky narovnat. V březnu 1478 se sešli zástupci obou panovníků v Brně, na základě jeho výsledku byly podmínky smlouvy ještě upravovány v Korvínův prospěch. Dokument finálně ztvrzený oběma stranami v Olomouci roku 1479 tak v podstatě potvrdil pokračující dualitu panovníků českých zemí a status quo mezi nimi, který trval až do smrti Matyáše Korvína roku 1490 a plného převzetí vlády Vladislavem.   